# Liechtensteins herrlandslag i fotboll
Liechtensteins herrlandslag i fotboll spelade sin första landskamp den 14 juni 1981 mot Malta, där det blev 1-1 i Seoul. Den första officiella landskampen spelades mot Schweiz i Balzers den 9 mars 1982. Schweiz vann med 1-0. Liechtenstein har aldrig kvalificerat sig för VM, där man deltog i kvalet första gången till 1998 års turnering, eller EM, där man deltog i kvalet första gången till 1996 års turnering.
2004 tog Martin Andermatt över tränarskapet efter Ralf Loose då man förlorat sensasionellt mot San Marino med 0-1. Liechtenstein fick revansch mot San Marino år 2011 efter en 1-0-vinst borta. Åren 2004-2005, under kvalspelet till VM 2006, nådde landslaget sina hittills största framgångar genom 2-2 hemma mot EM-finalisten Portugal, 0-0 hemma mot Slovakien, samt 4-0 borta och 3-0 hemma mot Luxemburg och man pressade Portugal igen på bortaplan med en uddamålsförlust. Liechtenstein samlade inalles åtta poäng i sin kvalgrupp och förbättrade sin position på FIFA:s världsranking betydligt. Hemmamatcherna spelas i Vaduz, på nationalarenan Rheinparkstadion intill floden Rhen.

## Kända spelare
- Mario Frick
- Peter Jehle

## EM-kval
- 1960-1992 Deltog man inte
- 1996 var man med för första gången. Liechtenstein lyckades bara ta en poäng mot Republiken Irland, och man fick storstryk mot Portugal med 8-0 på bortaplan.
- 2000 var man tillbaks. Liechtenstein orkade bara göra 2 mål som kostade seger mot rookien Azerbajdzjan. Man tog även en pinne mot Ungern.
- 2004 tog man 1 poäng mot Makedonien. Liechtensteins 1-1 mål kom på över tid(90+3 av 90+4 min)
- 2008 års kval kom en skräll för Liechtenstein då man slog Lettland med 1-0 (Frick målskytt). Lettland som hade bra stjärnor och profiler som Maris Verpakovskis och Aleksanders Kolinko som även deltagit för Lettland i EM 2004 i Portugal. Man klarade sedan 1-1 borta mot Island och slog Island hemma med 3-0.
- 2012 års kval hamnade man sist i gruppen. Men man lyckades få 4 poäng. En seger mot Litauen (2-0) och en oavgjord match mot Litauen (0-0)
- I 2016 års kval gick det betydligt bättre för Liechtenstein. Näst sista plats med 5 poäng (Sist Moldavien med 2p). Vinst mot Moldavien (1-0 på bortaplan) och på hemmaplan oavgjort med 1-1. Oavgjort också mot Montenegro med 0-0
- 2020 års kval slutade med två oavgjorda och åtta förluster. Oavgjort blev det hemma mot Armenien och borta mot Grekland.

## VM-kvalen
- Kval till VM 1998: Tio förluster (sammanlagt 3–52) , noll poäng.[2]
- Kval till VM 2002: Åtta raka förluster (sammanlagt 0–23), noll poäng.[3]
- Kval till VM 2006: Två vinster mot Luxemburg (totalt 7–0), 2–2 mot Portugal på hemmaplan, 0–0 mot Slovakien på hemmaplan. Sammanlagt åtta poäng, 13–23 i målskillnad och näst sist i gruppen (före Luxemburg).[4].
- Kval till VM 2010 tog Liechtenstein 2 poäng och hamnade sist i gruppen (Azerbajdzjan 0-0) (Finland 1-1)
- Kval till VM 2014 hamnade Liechtenstein sist med 2 poäng. Lettland och Slovakien (1-1)
- Kval till VM 2018 hamnade Liechtenstein sist och poänglösa. Man gjorde endast ett mål via Maximillian Göppel borta mot Israel vilket slutade med resultatet 2-1 till Israel